# Staré Hradiště
Pour les articles homonymes, voir Hradiště.
Staré Hradiště (en allemand : Alt Hradischt) est une commune rurale du district de Pardubice, dans la région de Pardubice, en République tchèque. Sa population s'élevait à 2 053 habitants en 2024.

## Géographie
Staré Hradiště se trouve à 4 km au nord du centre de Pardubice et fait partie de son agglomération, à 17 km au sud de Hradec Králové et à 96 km à l'est de Prague.
La commune est limitée par Srch au nord-ouest, par Němčice au nord-est, par Ráby et Kunětice à l'est, par Pardubice au sud et au sud-ouest.

## Histoire
La première mention de la localité remonte au XIIe siècle.

## Galerie

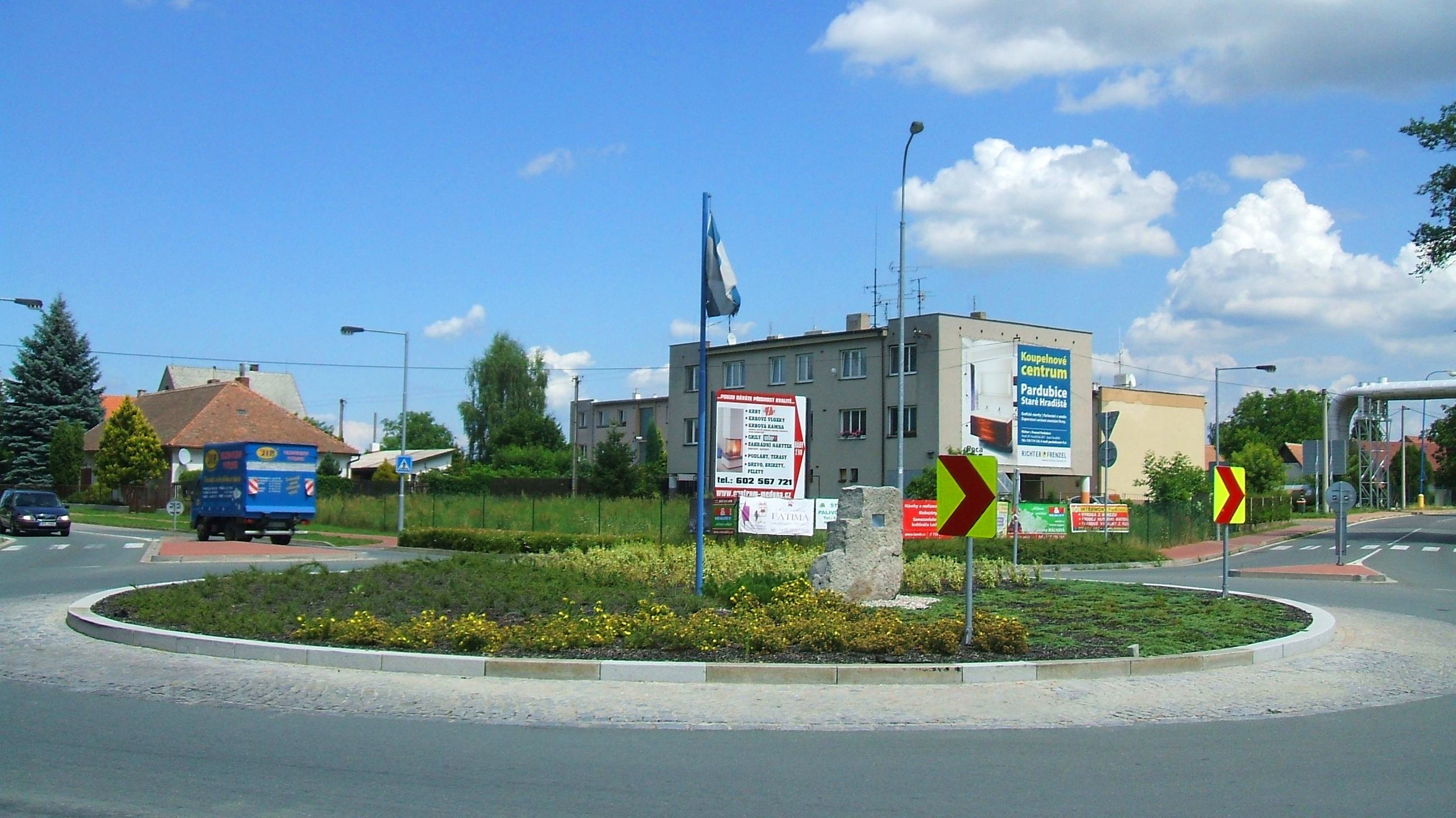
Centre de Staré Hradiště.
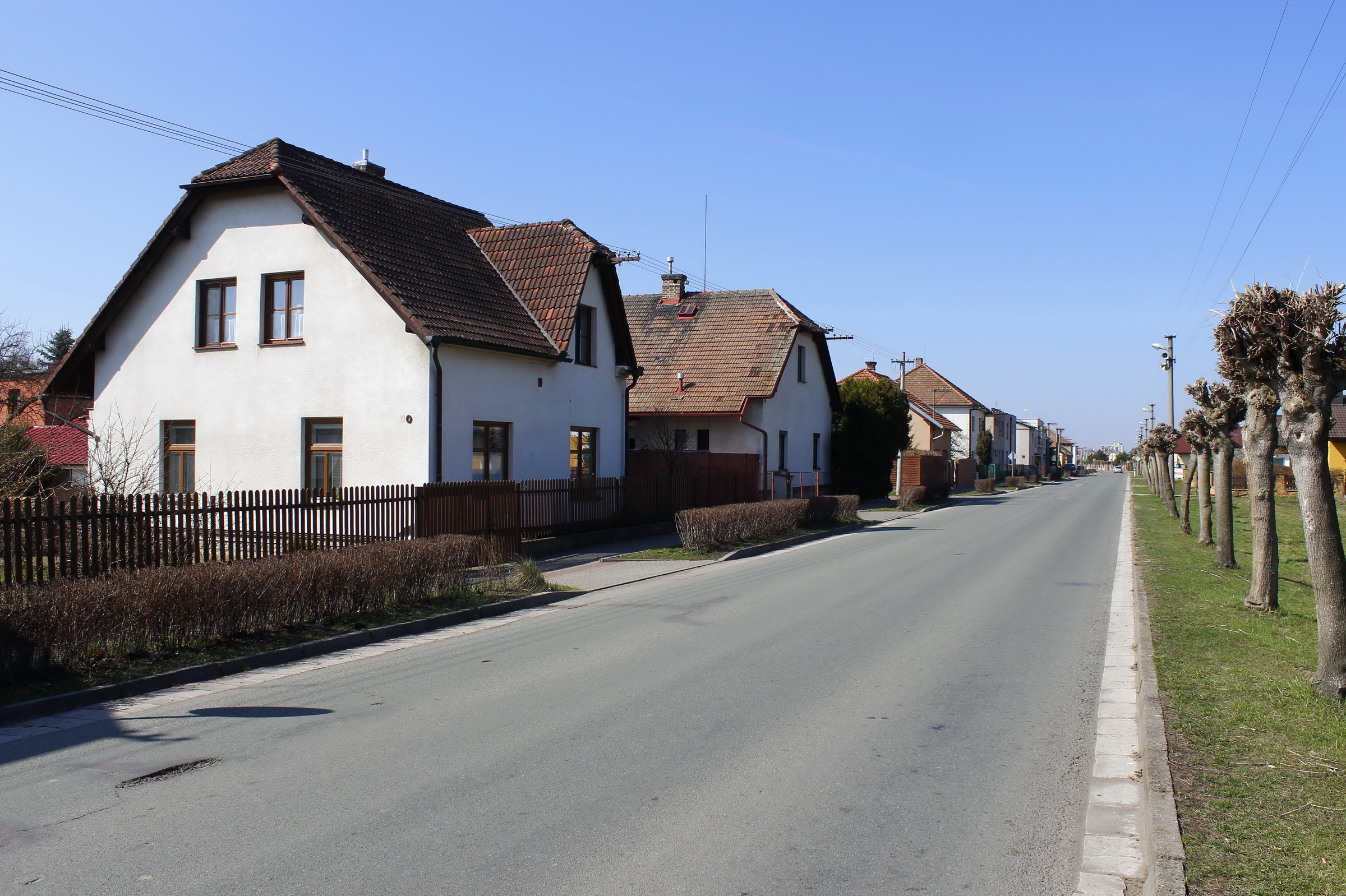
Rue de Staré Hradiště.

## Transports
Par la route, Staré Hradiště se trouve à 4,5 km de Pardubice et à 118 km de Prague. 